# Josef Wilhelm Klimesch
Josef Klimesch (České Budějovice 5 mei 1902 – 17 september 1997 Linz) was een Oostenrijkse entomoloog die zich had gespecialiseerd in microlepidoptera.

## Levensloop
Josef Klimesch werd op 5 mei 1902 in České Budějovice als oudste van vier kinderen geboren. Zijn moeder was die dag op doorreis van Hannover naar Istrië en werd onderweg verrast door weeën, waardoor ze haar reis noodgedwongen in České Budějovice moest onderbreken om te bevallen van haar eerste kind.
Klimesch bracht zijn jeugd door in Triëst. Daar leerde hij Italiaans, dat hij sprak als zijn moedertaal. Al tijdens zijn jeugd in Triëst had Josef een interesse in dieren en planten. Hij werd daarin gestimuleerd door zijn leraren Prof. Dr. C. Cori, Prof. Lederer en Prof. Dr. G. Müller. In 1910 overleed onverwachts zijn vader. Vlak na het uitbreken van de Eerste Wereldoorlog, in 1914, verhuisde de weduwe met de vier kinderen naar de Donatusgasse in Linz, waar Klimesch tot aan zijn dood woonde. Aan het einde van de Eerste Wereldoorlog verloor de familie al hun bezittingen. Hij behaalde zijn Gymnasium-diploma in 1922 en moest daarna als oudste zoon het gezin onderhouden. Hij werd bankbediende in Linz en bleef dit beroep uitoefenen tot aan zijn pensionering (alleen onderbroken door twee jaar militaire dienst en een verblijf van zeven maanden in Italië vlak na de Tweede Wereldoorlog).
Al in 1915 nam Klimesch contact op met de vooraanstaande Opper-Oostenrijkse lepidopteroloog Franz Hauder (1860-1923) en begon in 1929 intensief de kleine vlinders te bestuderen. Op dat moment richtte hij zijn aandacht al op de moeilijke families van de bladminerende vlinders en werd al snel een expert op dat gebied. In de jaren daarna legde hij contact met waarschijnlijk alle Europese kenners van microlepidoptera van zijn tijd en sloot hij langdurige vriendschappen met velen van hun.
Een van de pogingen om zijn werk als bankmedewerker te verruilen voor een baan bij een entomologisch instituut leidde ertoe dat hij zoölogie ging studeren. In 1950 promoveerde hij in de filosofie aan de Universiteit van Graz. Maar ondanks deze goede opleiding kon hij geen baan vinden bij een Oostenrijks of Duits museum. Pas toen hij in 1964 op 63-jarige leeftijd met pensioen ging, kon hij zich wijden aan de entomologie.
Tijdens zijn lange leven bezocht Klimesch Midden- en Zuid-Europa, Noord-Afrika, Klein-Azië en Macaronesië en leerde zo de flora en fauna van deze gebieden kennen.
Door de beperkte financiële middelen van Klimesch kon hij niet beschikken over een auto of apparatuur om met licht vlinders te vangen. Hij compenseerde dit door zich te richten op het onderzoek naar de waardplanten en de larvale stadia van de vlinders.
Ondanks dat Klimesch slechts over zeer bescheiden optische apparatuur beschikte, was hij een van de pioniers geweest op het gebied van het prepareren van genitaliën. Veel van zijn tekeningen van de volwassen vlinders en de mijnen waren van hoge kwaliteit. Klimesch had tevens een diepgaande kennis van de Europese flora.
Zijn collectie van microlepidoptera was omvangrijk, mede doordat hij veel vlinders opkweekte, voornamelijk bladmineerders. Alleen al zijn collectie van Nepticulidae omvatte meer dan 11.000 exemplaren.
Klimesch schreef vanaf 1924 bijna 130 werken, die hij publiceerde in het Duits, Italiaans, Frans en Engels, talen die hij vloeiend sprak.
Klimesch was door zijn wetenschappelijke bijdragen correspondent van het Natuurhistorisch Museum in Wenen. Verder was hij erelid van de Zoölogisch-Botanische Vereniging van Wenen, Excellentis in literis van de Universiteit van Innsbruck, erelid van de werkgroep van Oostenrijkse entomologen, wetenschappelijk adviseur van de Oostenrijkse regering, geëerd voor zijn werk op het gebied van de Midden-Europese insectenfauna door de Societas Entomologica Bohemoslowaka Academiae Scientiarum van Praag en kreeg hij in 1986 een culturele prijs voor de wetenschap van de deelstaat Opper-Oostenrijk. Bijna 40 insectensoorten en twee geslachten werden naar Klimesch vernoemd.
De gehele collectie van ongeveer 100.000 volwassen vlinders, het herbarium, de microscopische exemplaren en de tekeningen werden in 1965 verkocht aan de Beierse Staatscollectie in München, maar bleven tot de dood van Klimesch in zijn bezit en werden door hem verzorgd en aangevuld. In november 1997 werd alles naar München verplaatst. De volledige bibliotheek werd in 1997 door de Oostenrijkse entomoloog Gerfried Deschka aangekocht.
Klimesch was in 1934 getrouwd met Magdalena, die hem op al zijn reizen vergezelde en hem steunde bij al zijn entomologische activiteiten. Ze stierf als gevolg van een ongeval op het eiland Rhodos in augustus 1975. Klimesch hertrouwde in 1977 met Ludwiga. Klimesch overleed na een kort ziekbed op 17 september 1997 als gevolg van een slagaderlijke bloeding.

## Enkele publicaties
- Klimesch J. (1987): Beiträge zur Kenntnis der Microlepidopteren-Fauna des Kanarischen Archipels, 9. Beitrag: Tortricidae, Cochylidae. - Vieraea, 17:297-327.
- Klimesch J. (1990a): Biselachista brachypterella sp.n. -Nota lep., 13(2-3):137-146.
- Klimesch J. (1990b): Beiträge zur Microlepidopteren-Fauna des Kanarischen Archipels, 10. Beitr. Elachistidae. - Vieraea, 19:185-192.
- Klimesch J. (1990c): Microlepidoptera (Kleinschmetterlinge) I. - In: Kusdas K. & E.R. Reichl: Die Schmetterlinge Oberösterreichs, Linz, 6:1-332.
- Klimesch J. (1991): Microlepidoptera (Kleinschmetterlinge) II. - In: Kusdas K. & E.R. Reichl: Die Schmetterlinge Oberösterreichs, Linz, 7:1-302.
- Klimesch J. (1992): Prays friesei spec.n. - Entomofauna, 13(4): 113-120.
- Klimesch J. (1993): Beiträge zur Kenntnis der Microlepidopteren-Fauna des Kanarischen Archipels, 11. Beitrag: Farn. Carposinidae, Pterophoridae. - Vieraea, 22:97-112.
- Klimesch J. (1994): Microlepidopteren-Fauna Oberösterreichs, Veränderungen und Neuzugänge; unveröffentlichtes Manuskript, das bei der Entomologen-Tagung in Linz 1994 verteilt wurde. - Linz, 4 pp.

- Bibsys: 6032098
- Gemeinsame Normdatei: 118988891
- International Standard Name Identifier: 0000 0003 8923 4980
- Nederlandse Thesaurus van Auteursnamen: 15616082X
- Système universitaire de documentation: 221769889
- Virtual International Authority File: 282550178
- WorldCat: E39PBJwRY3yX43Wfy6MVRqWCcP